# Sinagoga de Bolonia
La sinagoga de Bolonia  es un edificio religioso en Italia fue construido en 1928 y reconstruida en 1954 después de su destrucción en la guerra. La fachada da a via Mario Finzi 4, con la entrada desde via De' Gombruti 9. La sinagoga está en uso por la comunidad judía de Bolonia .

## Historia
En el gueto, a la sombra de las dos torres, Asinelli y Garisenda, entre 1586 y 1593, la comunidad judía de Bolonia se reunió en una sinagoga, de la que hoy se conserva el único edificio de via dell'Inferno 16. A finales del siglo XVIII la comunidad se reconstituyó lentamente tras la dispersión que siguió a la expulsión de 1593. Un primer pequeño oratorio fue fundado por Angelo Carpi de Cento en 1829 en su casa, alrededor de Piazza Malpighi. En 1868 se alquila una habitación en el edificio de via De' Gombruti 7, también en la zona del antiguo gueto. Entre 1874 y 1877, se inauguró un nuevo lugar de oración más grande, en un proyecto de Guido Lisi, en el ala del mismo edificio que da a la actual via Mario Finzi. A principios del siglo XX se llevó a cabo la ampliación definitiva de esa sinagoga. El nuevo gran templo fue inaugurado el 4 de noviembre de 1928. El proyecto de Attilio Muggia diseñó una elegante sala cuadrada dividida en tres naves, con bóvedas de crucería que culminan en una claraboya elíptica. Las paredes estaban decoradas con diseños Art Nouveau.
La sinagoga fue destruida en 1943 durante un bombardeo. Fue reconstruida en el mismo lugar en 1954 con un proyecto de Guido Muggia, quien tenía la intención de rehacer el proyecto de su padre en un estilo moderno. El interior conserva la distribución original. La zona del aron, bordeada por una balaustrada de mármol, está iluminada por un gran ventanal con vidrieras policromadas. El matroneo encima de la entrada y los dos pasillos. Los muebles son modernos. En la fachada domina un gran rosetón con la Estrella de David. Una placa junto al portón exterior conmemora a las víctimas boloñesas del Holocausto.
Los recientes trabajos de restauración en 2008-2009 eliminaron los escombros del sótano del templo y llevaron al descubrimiento de los restos de una antigua domus romana de la época imperial.

## Artículos relacionados
- Bolonia
- Lista de sinagogas en Italia

## Otros proyectos
- Wikimedia Commons contiene imágenes u otros archivos de la sinagoga di Bologna

- Datos: Q3961357
- Multimedia: Synagogue (Bologna) / Q3961357